# Cameleon
Cameleon — видеостриминговый сервис и приложение для ОС iOS. Платформа позволяет пользователям транслировать при помощи стандартной USB-камеры, GoPro,CCTV, IP камеры и компьютера видео в реальном времени на разных социальных медиаплатформах, включая Facebook и Youtube.
Программное обеспечение развивается благодаря донорской поддержке, таким образом являясь бесплатной альтернативой таким сервисам, как Periscope, Facebook Live, Youtube Live, Livestream.
В поддерживаемые платформы включены Youtube Live, Facebook Live, Tumblr, RTSP, RTMP, Wowza Streaming Engine, Adobe Flash Media Server и другие медиасерверы.

## Настольное программное обеспечение
Cameleon для Mac (MacOS) — популярное программное обеспечение для видеостриминга в реальном времени, доступное также для Windows и iOS. Это программное обеспечение поддерживает до 6 встроенных и подключённых камер иHD-стриминг в реальном времени.